# Lyroppia anareolata
Lyroppia anareolata är en kvalsterart som beskrevs av Balogh och Sandór Mahunka 1981. Lyroppia anareolata ingår i släktet Lyroppia och familjen Lyroppiidae. Inga underarter finns listade i Catalogue of Life.